# Chichicapa
Chichicapa är en ort i Mexiko.   Den ligger i kommunen Ajalpan och delstaten Puebla, i den sydöstra delen av landet, 250 km sydost om huvudstaden Mexico City. Chichicapa ligger 2 505 meter över havet och antalet invånare är 1 183.
Terrängen runt Chichicapa är huvudsakligen kuperad, men västerut är den bergig. Runt Chichicapa är det ganska tätbefolkat, med 111 invånare per kvadratkilometer. Närmaste större samhälle är Calipan, 17,0 km sydväst om Chichicapa. I omgivningarna runt Chichicapa växer i huvudsak blandskog.